# Drypzone
Drypzonen er det areal, som en plante ville kaste skygge på, hvis solen stod lodret over planten. Eller det er det areal, som dug fra planten drypper ned på.
Drypzonen bliver ofte betragtet som en slags fingerpeg om, hvor langt plantens rodnet når ud, men det er ikke korrekt. I stedet kan plantens højde betragtes, som en omtrentlig angivelse af rodnettets radius.